# 天津地铁4号线
天津地铁4号线是天津地铁的线路之一。线路大致呈西北至东南走向，代表色是■绿色。
天津地铁4号线南段一期工程（东南角站至新兴村站）于2021年12月28日正式开通运营；北段二期工程（小街站至西站站）于2025年7月8日正式开通运营；4号线南段工程调整（又称中段，即河北大街-东南角）于2024年1月24日公开环境影响报告书征求意见稿，於2025年开工，预计2028年建成。

## 概要
4号线是天津市中心城区轨道交通线网中的骨干线，线路连接了北辰区、红桥区、河北区、南开区、和平区、河西区、河东区和东丽区八个行政区。线路北起北辰区小街，途径北辰工业区、京津路居住区、西站城市副中心、老城厢商贸居住区、大沽北路、小白楼商贸区、六纬路居住区、河东新中心、张贵庄居住区以及天津工业大学、中国民航大学等客流散集点，南至东丽区新兴村。目前已率先开通的南段线路北起南开区东马路，线路沿现状南开区东马路、和平路和平路、兴安路、大沽北路至小白楼向东穿越海河，沿十四经路下穿既有国铁站场，沿成林道、泰兴南路向南进入津滨大道，沿津滨大道向东经民航大学抵达终点站新兴村。
线路全长43.18公里，全线设车站33座，均为地下站，停车场、车辆段各1处，主变电所3处。南段工程全长19.4km，设地下站14座，在东丽区设置民航大学车辆段一处，占地约39.8公顷，在张贵庄新建1座110kV主变电所，并与中心城区其他轨道交通线路共用地铁3号线华苑车辆段内线网控制中心。

## 历史
- 2018年12月12日，4号线万东路站至沙柳南路站区间右线盾构顺利始发，4号线正式进入盾构隧道施工阶段[5]。
- 2019年12月6日，天津轨道交通集团公开了天津地铁4号线北段工程环境影响报告书征求意见稿[6][7]。
- 2020年1月24日，天津地铁4号线北段工程正式开工。
- 2021年1月4日，天津地铁4号线南段工程全线洞通。
- 2021年6月11日，天津地铁4号线南段工程全线轨通。
- 2021年7月15日，天津地铁4号线南段工程全线热滑完成。
- 2021年8月17日，天津轨道交通集团公开了天津地铁4号线北段工程（西站站（不含）-河北大街站）环境影响报告书征求意见稿[8][9]。
- 2021年8月25日，天津地铁4号线南段开始空载试运行[10]。
- 2021年12月25日，天津地铁4号线南段开始免费试乘。
- 2021年12月28日，天津地铁4号线南段正式开通运营[11]。
- 2022年3月15日，因疫情影响，东南角站暂停运营，乘客暂不能在此换乘2号线。
- 2022年3月21日，东南角站恢复运营。
- 2022年5月18日，因东丽区疫情影响，沙柳南路站、登州南路站、跃进北路站、航双路站、民航大学站、新兴村站暂停运营，列车运行区间调整为东南角-万东路。
- 2022年5月25日，因和平区疫情影响，金街站、和平路站暂停运营，列车通过不停车。
- 2022年5月29日，沙柳南路站、登州南路站、跃进北路站、航双路站、民航大学站、新兴村站恢复运营。
- 2022年5月31日，和平路站、金街站恢复运营。
- 2022年9月16日，因疫情影响，万东路站、泰昌路站、成林道站暂停运营，列车通过不停车。
- 2022年9月24日，万东路站、泰昌路站、成林道站恢复运营。
- 2024年9月23日，4号线北段第一阶段热滑完成。[12]
- 2025年2月25日，4号线北段（除尚未启动盾构的西站-河北大街段外）完成竣工验收，启动空载试运行。[13]
- 2025年4月24日，市规划资源局同意红桥区政府发函请示，将在建西于庄站更名为同城商务区西于庄站[14]
- 2025年7月3日，天津地铁公司向4号线北段沿线居民定额发放试乘券，邀请获券人士体验乘坐。
- 2025年7月8日，4号线北段（小街-西站段）开通运营。[3]

## 车站
4号线南段工程共设14座车站、北段工程设16座车站，均为地下站。

### 换乘站
已投入使用
- 西站：换乘1号线和6号线。4号线站台位于地下三层，与1号线平行，分别位于6号线站台东西两端，可通过站台西侧楼梯换乘6号线。4号线换乘1号线需先上至地下二层，经过6号线站台后上至地下一层。
- 东南角站：换乘2号线。2号线建设时已做预留，为站台垂直换乘。
- 和平路站：换乘3号线。3号线建设时已经预先于地下2层兴建了换乘通道的部分结构，为站台通道换乘，因目前换乘通道须配合4号线上盖开发项目导致延误，现时换乘3号线需出站换乘，除单程票外半小时内换乘连续计费。
- 成林道站：换乘5号线。5号线建设时已做预留，4号线站台位于地下二层，5号线为分离侧叠式站台，4号线站台可通过楼梯换乘地下一层5号线北辰科技园北方向，或换乘地下三层5号线李七庄南方向。
- 沙柳南路站：换乘10号线。两线一同施工，4号线可通过站台西侧楼梯垂直换乘10号线。

将会成为换乘站的车站
- 东北角站：换乘7号线。由于该站属于4号线中段，受古建筑影响依然在调整规划走线，换乘方式未知。

无法确定的换乘站
- 徐州道站：前往小白楼站换乘1号线，两站2022年11月1日起开通站外换线联程功能，但是否可以提供付费区内换乘通道依然不确定。

### 车站概况
| 站名[1↑] | 所在地          | 启用日期             | 换乘线路[2↑]             | 车站形式     | 开门方向          |
| --- | --------------- | -------------------- | ------------------------ | ------------ | ----------------- |
| 天津地铁4号线 |                 |                      |                          |              |                   |
| 小街 | 北辰区          | 2025年7月8日         |                          | 地下岛式站台 | 左侧              |
| 郎园 | 北辰区          | 2025年7月8日         |                          | 地下岛式站台 | 左侧              |
| 柴楼 | 北辰区          | 2025年7月8日         |                          | 地下岛式站台 | 左侧              |
| 双街 | 北辰区          | 2025年7月8日         |                          | 地下岛式站台 | 左侧              |
| 西赵庄 | 北辰区          | 2025年7月8日         |                          | 地下岛式站台 | 左侧              |
| 延吉道 | 北辰区          | 2025年7月8日         |                          | 地下岛式站台 | 左侧              |
| 北仓 | 北辰区          | 2025年7月8日         |                          | 地下岛式站台 | 左侧              |
| 果园南道 | 北辰区          | 2025年7月8日         |                          | 地下岛式站台 | 左侧              |
| 南仓 | 北辰区          | 2025年7月8日         |                          | 地下岛式站台 | 左侧              |
| 天穆 | 北辰区          | 2025年7月8日         |                          | 地下岛式站台 | 左侧              |
| 柳滩 | 北辰区          | 2025年7月8日         |                          | 地下侧式站台 | 右侧              |
| 白庙 | 河北区          | 2025年7月8日         |                          | 地下岛式站台 | 左侧              |
| 北洋桥 | 河北区          | 2025年7月8日         |                          | 地下岛式站台 | 左侧              |
| 西沽公园 | 红桥区          | 2025年7月8日         |                          | 地下岛式站台 | 左侧              |
| 同城商务区西于庄 | 红桥区          | 2025年7月8日         |                          | 地下岛式站台 | 上行右侧 下行左侧 |
| 西站 | 红桥区          | 2025年7月8日         | █ 1号线 █ 6号线 天津西站 | 地下岛式站台 | 上行右侧 下行左侧 |
| 河北大街 | 红桥区          | 建设中 预计2028年5月 |                          | 地下岛式站台 | 左侧              |
| 东北角 | 红桥区          | 建设中 预计2028年5月 | █ 7号线                  | 未知         | 未知              |
| 东南角 | 南开区          | 2021年12月28日       | █ 2号线                  | 地下岛式站台 | 左侧              |
| 金街 | 和平区          | 2021年12月28日       |                          | 地下岛式站台 | 左侧              |
| 和平路 | 和平区          | 2021年12月28日       | █ 3号线（出站换乘）      | 地下岛式站台 | 左侧              |
| 徐州道 | 河东区 / 和平区 | 2021年12月28日       | █ 1号线：小白楼[3↑]      | 地下岛式站台 | 左侧              |
| 六纬路 | 河东区          | 2021年12月28日       |                          | 地下岛式站台 | 左侧              |
| 成林道 | 河东区          | 2021年12月28日       | █ 5号线                  | 地下岛式站台 | 左侧              |
| 泰昌路 | 河东区          | 2021年12月28日       |                          | 地下侧式站台 | 右侧              |
| 万东路 | 河东区          | 2021年12月28日       |                          | 地下岛式站台 | 左侧              |
| 沙柳南路 | 东丽区          | 2021年12月28日       | █ 10号线                 | 地下岛式站台 | 左侧              |
| 登州南路 | 东丽区          | 2021年12月28日       |                          | 地下岛式站台 | 左侧              |
| 跃进北路 | 东丽区          | 2021年12月28日       |                          | 地下岛式站台 | 左侧              |
| 航双路 | 东丽区          | 2021年12月28日       |                          | 地下岛式站台 | 左侧              |
| 民航大学 | 东丽区          | 2021年12月28日       |                          | 地下岛式站台 | 左侧              |
| 新兴村 | 东丽区          | 2021年12月28日       |                          | 地下岛式站台 | 左侧              |
| 注释 |                 |                      |                          |              |                   |
| 1↑ 斜体标示的车站，尚未启用。 2↑ 斜体标示的换乘，尚未启用。 3↑ 站外换线联程，在不更换乘车介质的情况下30分钟内可减一元。 |                 |                      |                          |              |                   |
| 论 编 |                 |                      |                          |              |                   |

## 行车安排

### 北段
4号线北段平峰采用单一交路运营，由于折返条件限制，列车在西沽公园站与西站站间采用单线双向运营，在工作日早、晚高峰时段，北段采用大交路和小交路列车交替开行方式，小交路列车的终到站为西沽公园站，大交路列车的终到站为西站站。

### 南段
4号线南段目前采取单一交路运营，所有列车皆往返东南角站及新兴村站之间，全程运行时间33分钟。

### 列车间隔
| 峰期   | 峰期     | 时间段      | 行车间隔                 |
| ------ | -------- | ----------- | ------------------------ |
| 工作日 | 早高峰   | 6:30-9:00   | 最小4分30秒，平均5分30秒 |
| 工作日 | 晚高峰   | 16:30-19:00 | 最小4分30秒，平均5分30秒 |
| 工作日 | 其他时段 | 其他时段    | 6-8分钟                  |
| 节假日 | 全时段   | 全时段      | 5-8分钟                  |

## 车辆

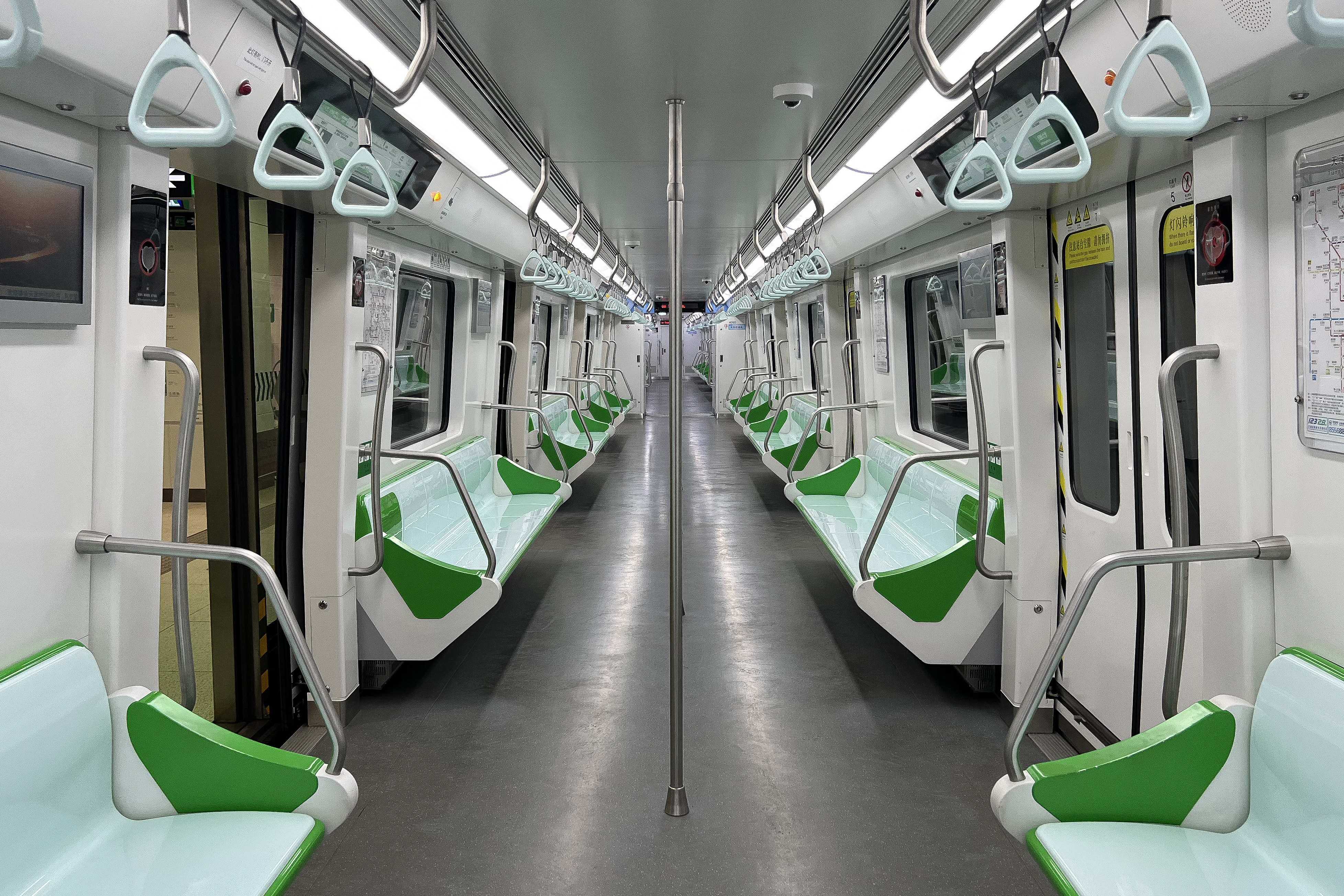
4号线车厢内部

4号线采用B型车，列车最高运行速度为80km/h，平均旅行速度为35km/h。初期、近期采用6辆编组，列车总长118.32米，编组形式为
|                 | 天津地铁4号线车辆编组 |  |
|                 |                       |  |
| +Tc-M-M*M-M-Tc+ |                       |  |

远期为8辆编组，列车总长157.36米，编组形式为
|                     | 天津地铁4号线车辆编组 |  |
|                     |                       |  |
| +Tc-M-M*M-M*M-M-Tc+ |                       |  |

其中，Tc为带司机室的拖车，车长19.6米，M为动车，车长19米，+为自动车钩，-为半永久棒式车钩，*为半自动车钩。
- 制造商：中车唐山机车车辆有限公司

## 未来发展
受Z2线金钟河以西段取消规划影响，已有市民建议4号线向北延伸至武清区内，目前武清区政府已初步完成有关规划，并报送市政府审批。